# Canada op de Olympische Winterspelen 1984
Tijdens de Olympische Winterspelen van 1984, die in Sarajevo (Joegoslavië) werden gehouden, nam Canada voor de veertiende keer deel.

## Medailleoverzicht
| Sport       | Olympiër       | Discipline | Medaille |
| ----------- | -------------- | ---------- | -------- |
| Schaatsen   | Gaétan Boucher | 1000 m (m) | Goud     |
| Schaatsen   | Gaétan Boucher | 1500 m (m) | Goud     |
| Kunstrijden | Brian Orser    | mannen     | Zilver   |
| Schaatsen   | Gaétan Boucher | 500 m (m)  | Brons    |

## Deelnemers en resultaten

### Alpineskiën
| Olympiër        | Discipline       | Resultaat | Prestatie                       |
| --------------- | ---------------- | --------- | ------------------------------- |
| Gary Athans     | afdaling (m)     | 26e       | 1.48,79 (+3,20)                 |
| Todd Brooker    | afdaling (m)     | 9e        | 1.46,64 (+1,05)                 |
| Steve Podborski | afdaling (m)     | 8e        | 1.46,59 (+1,00)                 |
| Jim Read        | reuzenslalom (m) | 24e       | 2.49,18 (+8,00) 1.24,31+1.24,87 |
| Michael Tommy   | slalom (m)       | dnf-1     | opgave run 1                    |
|                 |                  |           |                                 |
| Andrea Bédard   | reuzenslalom (v) | dq-2      | diskwalificatie run 2           |
| Andrea Bédard   | slalom (v)       | dnf-1     | opgave run 1                    |
| Laurie Graham   | afdaling (v)     | 11e       | 1.14,92 (+1,56)                 |
| Laurie Graham   | reuzenslalom (v) | 33e       | 2.28,42 (+7,44) 1.12,89+1.15,53 |
| Diana Haight    | reuzenslalom (v) | 17e       | 2.24,66 (+3,68) 1.11,27+1.13,39 |
| Liisa Savijarvi | afdaling (v)     | 18e       | 1.15,32 (+1,96)                 |
| Liisa Savijarvi | reuzenslalom (v) | 9e        | 2.22,73 (+1,75) 1.10,31+1.12,42 |
| Gerry Sorensen  | afdaling (v)     | 6e        | 1.14,30 (+0,94)                 |
| Karen Stemmle   | afdaling (v)     | 22e       | 1.15,64 (+2,28)                 |

### Bobsleeën
| Olympiër                                               | Discipline             | Resultaat | Prestatie                                       |
| ------------------------------------------------------ | ---------------------- | --------- | ----------------------------------------------- |
| Alan MacLachlan Robert Wilson                          | 2-mansbob (m) Canada I | 14e       | 3.30,74 (+5,18) (52,77 / 53,04 / 52,14 / 52,79) |
| Alan MacLachlan Clarke Flynn Robert Wilson David Leuty | 4-mansbob (m) Canada I | 18e       | 3.26,47 (+6,25) (51,48 / 51,66 / 51,55 / 51,78) |

### Kunstrijden
| Olympiër                         | Discipline | Resultaat | Prestatie                                                        |
| -------------------------------- | ---------- | --------- | ---------------------------------------------------------------- |
| Brian Orser                      | mannen     | Zilver    | 5,6 punten (verpl. figuren: 7 - korte kür: 1 - lange kür: 1)     |
| Gary Beacom                      | mannen     | 11e       | 21,4 punten (verpl. figuren: 10 - korte kür: 11 - lange kür: 11) |
| Jaimee Eggleton                  | mannen     | 20e       | 38,6 punten (verpl. figuren: 20 - korte kür: 19 - lange kür: 19) |
| Kay Thomson                      | vrouwen    | 12e       | 20,8 punten (verpl. figuren: 10 - korte kür: 12 - lange kür: 10) |
| Elizabeth Manley                 | vrouwen    | 13e       | 25,4 punten (verpl. figuren: 16 - korte kür: 7 - lange kür: 13)  |
| Barbara Underhill Paul Martini   | paarrijden | 7e        | 9,4 punten (korte kür: 6 - lange kür: 7)                         |
| Katherina Matousek Lloyd Eisler  | paarrijden | 8e        | 11,6 punten (korte kür: 9 - lange kür: 8)                        |
| Melinda Kunhegyi Lyndon Johnston | paarrijden | 12e       | 17,2 punten (korte kür: 13 - lange kür: 12)                      |
| Tracy Wilson Rob McCall          | ijsdansen  | 8e        | 15,4 punten (verpl. dans: 7 - org. dans: 8 - vrije dans: 8)      |
| Kelly Johnson John Thomas        | ijsdansen  | 12e       | 23,8 punten (verpl. dans: 11 - org. dans: 13 - vrije dans: 12)   |

### Langlaufen
| Olympiër       | Discipline | Resultaat | Prestatie           |
| -------------- | ---------- | --------- | ------------------- |
| Pierre Harvey  | 15 km (m)  | 21e       | 43.36,4 (+2.10,8)   |
| Pierre Harvey  | 30 km (m)  | 21e       | 1:33.44,4 (+4.48,1) |
| Pierre Harvey  | 50 km (m)  | 20e       | 2:25.04,1 (+9.08,3) |
|                |            |           |                     |
| Sharon Firth   | 5 km (v)   | 29e       | 18.37,5 (+1.33,5)   |
| Sharon Firth   | 10 km (v)  | 29e       | 34.47,0 (+3.02,8)   |
| Sharon Firth   | 20 km (v)  | 21e       | 1:06.31,0 (+4.46,0) |
| Shirley Firth  | 5 km (v)   | 28e       | 18.32,3 (+1.28,3)   |
| Shirley Firth  | 10 km (v)  | 22e       | 34.31,3 (+2.47,1)   |
| Shirley Firth  | 20 km (v)  | 25e       | 1:07.02,5 (+5.17,5) |
| Angela Schmidt | 5 km (v)   | 39e       | 19.30,1 (+2.26,1)   |
| Angela Schmidt | 10 km (v)  | 36e       | 35.35,0 (+3.50,8)   |
| Angela Schmidt | 20 km (v)  | dnf       | opgave              |

### Rodelen
| Olympiër     | Discipline | Resultaat | Prestatie                                              |
| ------------ | ---------- | --------- | ------------------------------------------------------ |
| Susan Rossi  | vrouwen    | 22e       | 2.58,663 (+12,093) (45,040 / 43,893 / 45,964 / 43,766) |
| Carole Keyes | vrouwen    | 24e       | 3.03,423 (+16,853) (45,461 / 49,089 / 44,715 / 44,158) |

### Schaatsen
| Olympiër         | Discipline | Resultaat | Prestatie        |
| ---------------- | ---------- | --------- | ---------------- |
| Gaétan Boucher   | 500 m (m)  | Brons     | 38,39 (+0,20)    |
| Gaétan Boucher   | 1000 m (m) | Goud      | 1.15,80          |
| Gaétan Boucher   | 1500 m (m) | Goud      | 1.58,36          |
| Ben Lamarche     | 5000 m (m) | 36e       | 7.47,25 (+34,97) |
| Jean Pichette    | 5000 m (m) | 38e       | 7.50,39 (+38,11) |
| Jacques Thibault | 500 m (m)  | 15e       | 39,12 (+0,93)    |
| Jacques Thibault | 1000 m (m) | 19e       | 1.18,79 (+2,99)  |
| Daniel Turcotte  | 500 m (m)  | 29e       | 40,30 (+2,11)    |
|                  |            |           |                  |
| Sylvie Daigle    | 500 m (v)  | 20e       | 43,74 (+2,72)    |
| Sylvie Daigle    | 1000 m (v) | 25e       | 1.28,96 (+7,35)  |
| Sylvie Daigle    | 1500 m (v) | 22e       | 2.15,50 (+12,08) |
| Natalie Grenier  | 1000 m (v) | 18e       | 1.27,67 (+6,06)  |
| Natalie Grenier  | 1500 m (v) | 21e       | 2.14,72 (+11,30) |
| Natalie Grenier  | 3000 m (v) | 15e       | 4.48,60 (+23,81) |

### Schansspringen
| Olympiër      | Discipline         | Resultaat | Prestatie                                          |
| ------------- | ------------------ | --------- | -------------------------------------------------- |
| David Brown   | normale schans (m) | 51e       | 153,8 punten 70,6 p. (71,0 m) + 83,2 p. (77,0 m)   |
| David Brown   | grote schans (m)   | 47e       | 121,6 punten 57,1 p. (81,0 m) + 64,5 p. (84,5 m)   |
| Horst Bulau   | normale schans (m) | 38e       | 169,4 punten 82,6 p. (76,0 m) + 86,8 p. (78,0 m)   |
| Horst Bulau   | grote schans (m)   | 10e       | 188,3 punten 94,6 p. (101,0 m) + 93,7 p. (100,0 m) |
| Steve Collins | normale schans (m) | 25e       | 184,8 punten 92,0 p. (80,0 m) + 92,8 p. (80,5 m)   |
| Steve Collins | grote schans (m)   | 36e       | 156,4 punten 89,8 p. (99,0 m) + 66,6 p. (86,0 m)   |
| Ron Richards  | normale schans (m) | 29e       | 180,9 punten 85,6 p. (78,5 m) + 95,3 p. (83,0 m)   |
| Ron Richards  | grote schans (m)   | 25e       | 172,9 punten 79,3 p. (94,0 m) + 93,6 p. (101,0 m)  |

### IJshockey
| Olympiër | Discipline | Resultaat | Prestatie |
| --- | ---------- | --------- | --- |
| Darren Eliot Robin Bartel Craig Redmond Doug Lidster James Patrick Dave Tippett Jean-Jacques Daigneault Kevin Dineen Russ Courtnall Dave Gagner Carey Wilson Dan Wood Dave Donnelly Bruce Driver Pat Flatley Kirk Muller Mario Gosselin Warren Anderson Vaughn Karpan Darren Lowe | mannen     | 4e        | Voorronde groep B: 4- 2 Canada - Verenigde Staten 8- 1 Canada - Oostenrijk 4- 2 Canada - Finland 8- 1 Canada - Noorwegen 0- 4 Canada - Tsjecho-Slowakije Finaleronde: 0- 4 Canada - Sovjet-Unie 0- 2 Canada - Zweden |

Andorra · Argentinië · Australië · België · Bolivia · Bondsrepubliek Duitsland · Britse Maagdeneilanden · Bulgarije · Canada · Chili · China · Chinees Taipei · Costa Rica · Cyprus · Duitse Democratische Republiek · Egypte · Finland · Frankrijk · Griekenland · Groot-Brittannië · Hongarije · IJsland · Italië · Japan · Joegoslavië · Libanon · Liechtenstein · Marokko · Mexico · Monaco · Mongolië · Nederland · Nieuw-Zeeland · Noord-Korea · Noorwegen · Oostenrijk · Polen · Puerto Rico · Roemenië · San Marino · Senegal · Sovjet-Unie · Spanje · Tsjecho-Slowakije · Turkije · Verenigde Staten · Zuid-Korea · Zweden · Zwitserland